# Père et Fils (manga)
Pour les articles homonymes, voir Père et Fils.
Père et Fils (ちちこぐさ, Chichi Kogusa), typographié Père & Fils, est un shōnen manga de Mi Tagawa, prépublié dans le magazine Monthly Comic Blade puis Blade Online à partir de septembre 2014 et publié par l'éditeur Mag Garden en volumes reliés depuis juillet 2013. La version française est éditée par Ki-oon depuis mars 2016.

## Synopsis
Torakichi est un herboriste itinérant dans le Japon pré-moderne qui ne vit que pour son travail. Lorsque sa femme meurt dans un accident, il recueille son fils de trois ans, Shiro, qu'il n'a que très peu vu depuis sa naissance. Durant leurs voyages, le père et le fils vont apprendre à se connaitre, notamment à travers leur passion commune pour les plantes médicinales.

## Personnages
Torakichi (トラ吉)
Torakichi est un herboriste itinérant dont la femme est décédée. Il part sur les routes avec son fils, Shiro, et son rapace, Eiji.
Shiro (シロウ)
Shiro est le fils de Torakichi et Shiori. Dans le premier tome, il a trois ans.
Eiji (家路)
Eiji est la femelle rapace de Torakichi. Elle lui sert de messager et l'avertit en cas de danger.

## Liste des volumes
| no | Japonais          | Japonais          | Français        | Français          |
| no | Date de sortie    | ISBN              | Date de sortie  | ISBN              |
| --- | ----------------- | ----------------- | --------------- | ----------------- |
| 1 | 10 juillet 2013   | 978-4-8000-0184-9 | 10 mars 2016    | 978-2-35592-952-6 |

Logo de l'édition originale du manga.

| Liste des chapitres : - Chapitre 1 : Un herboriste itinérant et son fils - Chapitre 2 : Voyage et pleurs nocturnes - Chapitre 3 : Amour et saignements de nez - Chapitre 4 : Promesse à la mer - Chapitre 5 : Un gêneur à la fête des morts - Chapitre 6 : L'amour d'un père                   |                   |                   |                 |                   |
| 2 | 10 avril 2014     | 978-4-8000-0271-6 | 23 juin 2016    | 978-2-35592-980-9 |
| Liste des chapitres : - Chapitre 7 : Caprices et câlins - Chapitre 8 : Souvenirs tristes et remontrances - Chapitre 9 : Célébrations et porte-bonheur - Chapitre 10 : Torakichi et la fatigue - Chapitre 11 : Shiro et la solitude - Chapitre 12 : La décision d'un père                       |                   |                   |                 |                   |
| 3 | 10 janvier 2015   | 978-4-8000-0398-0 | 18 août 2016    | 979-10-327-0016-7 |
| Liste des chapitres : - Chapitre 13 : Tante et neveu - Chapitre 14 : Au village, l'absence de Shiori - Chapitre 15 : Shiori et Kaya - Chapitre 16 : Le vœu de Shiori - Chapitre 17 : Shiro, sa "sœur" et son "frère" - Chapitre 18 : Un nouveau départ                                         |                   |                   |                 |                   |
| 4 | 10 septembre 2015 | 978-4-8000-0496-3 | 27 octobre 2016 | 979-10-327-0032-7 |
| Liste des chapitres : - Chapitre 19 : Shiro grandit - Le journal - Chapitre 20 : Une déclaration au printemps - Chapitre 21 : Le jonc odorant et le casque - Chapitre 22 : L'enfant abandonné - Chapitre 23 : Shiro et Koma - Chapitre 24 : Un premier ami - Chapitre bonus : Un jour de neige |                   |                   |                 |                   |
| 5 | 9 avril 2016      | 978-4-8000-0555-7 | 8 décembre 2016 | 979-10-327-0033-4 |
| Liste des chapitres : - Chapitre 25 : Rencontres et au revoir - Chapitre 26 : Lettres et sentiments - Chapitre 27 : Torakichi et Shiori - Chapitre 28 : Changements et pressentiments - Chapitre 29 : Petite pause et vieilles connaissances - Chapitre 30 : Shiro l'herboriste                |                   |                   |                 |                   |
| 6 | 10 novembre 2016  |                   | 24 mai 2017     | 978-4-8000-0629-5 |
| 7 | 9 juin 2017       |                   | 22 février 2018 | 979-10-327-0213-0 |
| 8 | 10 juillet 2018   |                   | 18 octobre 2018 | 979-10-327-0326-7 |